# Ondřej Liška
Ondřej Liška (* 14. července 1977 Brno) je český politik, analytik a konzultant, v letech 2009–2014 předseda Strany zelených, v letech 2006–2010 poslanec Poslanecké sněmovny, v letech 2007–2009 ministr školství, mládeže a tělovýchovy České republiky ve vládě Mirka Topolánka.

## Profesní a osobní život
Je ženatý a se svou ženou, jež pochází z Itálie, mají dvě dcery. Je autorem odborných textů a knihy Církev v podzemí, která byla vydána v roce 2000 (v roce 2003 v Německu) a mapuje aktivity katolické církve v českých zemích v době komunismu. Knize udělil roku 1999 ministr školství cenu Talent roku.

### Studium
Roku 1995 vystudoval Biskupské gymnázium Brno, poté začal studovat na Masarykově univerzitě. V roce 2001 absolvoval religionistiku na Filozofické fakultě a roku 2002 politologii na Fakultě sociálních studií. V letech 2000–2001 pracoval pro Forum 2000, v letech 2003–2004 předsedal Česko-rakouskému fóru pro dialog.

### Občanské aktivity
Inicioval a spoluzaložil občanské sdružení Mládež pro interkulturní porozumění – MIP (1998), Brno věc veřejná (2005) a Institut aktivního občanství (2011).
Je iniciátorem a spoluautorem Výzvy sdružení MIP vedení města Brna k 55. výročí vyhnání brněnských Němců, která otevřela vyrovnání města s poválečným odsunem (tzv. Brněnský pochod smrti). Dlouhodobě se angažuje v rozvoji česko-německých vztahů, diskusi o společné minulosti a soužití Čechů, Němců, Židů a Romů. Z tohoto titulu působil v letech 2007–2013 jako člen Česko-německého diskusního fóra.
V letech 2000–2001 působil v Nadaci Forum 2000 založené Václavem Havlem. Později spolupracoval na vzniku think-tanku Glopolis, nezávislého analytického centra se zaměřením na globální výzvy a příslušné odpovědi České republiky a EU, kde později pracoval jako analytik, iniciátor a vedoucí projektu Česko hledá budoucnost. V letech 2011 až 2013 působil jako poradce Open Society Foundations pro oblast inkluze a advokační strategie. Spolupracuje s česko-arabským centrem kulturního dialogu Insaan.
Mezi lety 2002 a 2014 zastával jako přední představitel české Strany zelených stranické (člen předsednictva, 1. místopředseda, předseda) i veřejné volené funkce (ministr školství mládeže a tělovýchovy, poslanec PSP ČR, předseda výboru pro evropské záležitosti PSP ČR).
Je spoluzakladatelem hudební skupiny Lesní zvěř, která hraje tzv. nu-jazz. Plynně hovoří anglicky a německy, ovládá základy francouzštiny a ruštiny, jako součást studia religionistiky se věnoval moderní spisovné arabštině a biblické hebrejštině.
Veřejně vystupuje a publikuje při různých příležitostech k tématům vzdělávání, sociální inkluze, rozvoje občanské společnosti, demokratické transformace, evropské integrace, zelené ekonomiky a lidských práv.
Od roku 2013 žil několik let s rodinou ve Vídni. V letech 2015–2017 působil v organizaci Ashoka. Od roku 2017 působí jako evropský ředitel globální filantropické organizace Porticus a žije v Bruselu.

## Politická kariéra

### Strana zelených
V roce 2002 vstoupil do Strany zelených. Od 6. dubna 2003 do roku 2004 byl místopředsedou Strany zelených (odstoupil kvůli sporům s vedením strany). Od roku 2004 působil jako poradce pro regionální rozvoj a sociální soudržnost ve skupině Zelených v Evropském parlamentu.
Zastával tehdy významné stranické posty. Od 18. února 2007 do 6. září byl místopředsedou Strany zelených pro zahraniční politiku. V září 2008 byl na teplickém sjezdu SZ zvolen 1. místopředsedou strany.
Po neúspěchu SZ v evropských volbách a odstoupení Martina Bursíka z pozice předsedy strany byl 8. června 2009 pověřen řízením strany. Na prosincovém volebním sjezdu se pak stal předsedou Strany zelených, když porazil dalšího kandidáta Matěje Stropnického. Dne 29. května 2010 dal spolu s celým vedením SZ k dispozici své funkce po prohraných volbách do Poslanecké sněmovny Parlamentu ČR, avšak 13. listopadu 2010 byl opět zvolen předsedou strany. 25. listopadu 2012 byl ve funkci potvrzen, když porazil Martina Bursíka.
Dne 24. listopadu 2012 byl na volebním sjezdu v České Třebové potvrzen ve funkci předsedy Strany zelených, když porazil Martina Bursíka, který se hodlal do nejvyšší funkce ve straně vrátit.

### Komunální politika
V komunálních volbách roku 2002 byl za stranu zvolen do zastupitelstva městského obvodu Brno-střed. Profesně se uvádí jako politolog a religionista. Zastupitelem tu byl v letech 2003–2005 a působil jako člen výboru pro kulturu a školství. Ve volbách roku 2002 rovněž neúspěšně kandidoval do zastupitelstva města Brno.

### Volby do PSP 2006
Ve volbách v roce 2006 byl zvolen do poslanecké sněmovny za Stranu zelených (volební obvod Jihomoravský kraj). Byl předsedou Výboru pro evropské záležitosti (12. září 2006–prosinec 2007) a v období od 9. leden 2007 po prosinec 2007 působil jako místopředseda poslaneckého klubu Strany zelených. Ve sněmovně setrval do voleb v roce 2010. V prosinci 2007 se stal ministrem školství, mládeže a tělovýchovy České republiky ve vládě Mirka Topolánka. Na ministerské pozici zůstal až do konce existence Topolánkovy vlády, tedy do března 2009 (v demisi do května 2009).

### Volby do PSP 2012
Ve volbách do Poslanecké sněmovny PČR v roce 2013 kandidoval v Hlavním městě Praze jako lídr SZ. Straně se pod jeho vedením do sněmovny nepodařilo dostat, překonala ale tříprocentní hranici, díky čemuž získala nárok jednak na téměř 16 milionů Kč za získané hlasy voličů, ale také na každoroční příspěvek od státu ve výši 6,4 milionů Kč. Liška se s 10 590 preferenčními hlasy umístil na desátém místě ze všech volených politiků.

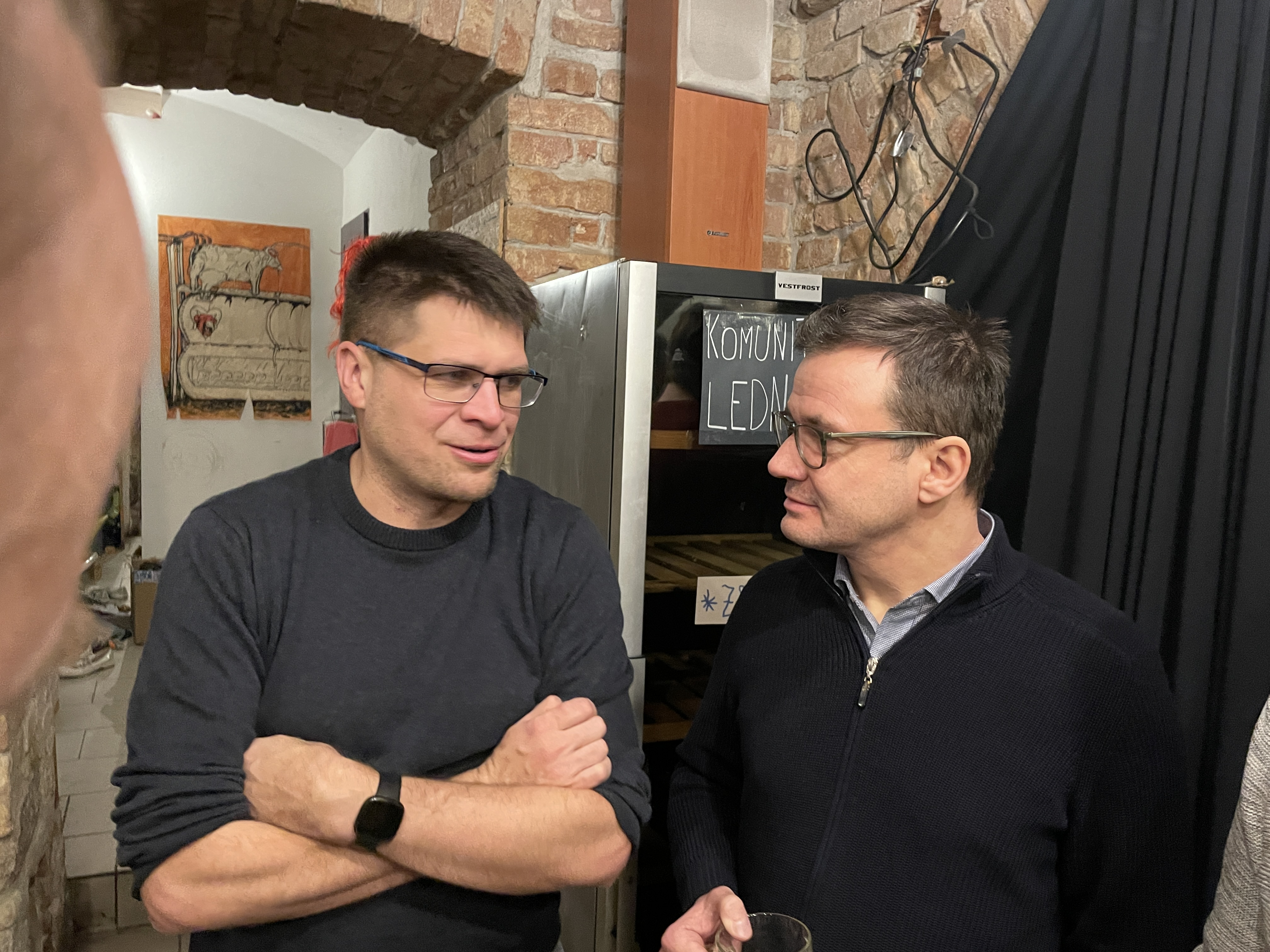
Ondřej Liška a Michal Berg na sjezdu Strany zelených v lednu 2023

Na sjezdu Strany zelených v Praze v lednu 2014 byl již po čtvrté zvolen předsedou strany, když získal 125 hlasů ze 198 možných (tj. 63 %) a porazil tak Petra Štěpánka. Ve volbách do Evropského parlamentu v roce 2014 kandidoval jako lídr SZ, ale neuspěl (strana se do EP se ziskem 3,77 % nedostala). Získal však 12 501 preferenčních hlasů, což byl 14. nejvyšší počet v ČR. I přesto se rozhodl k 8. červnu 2014 rezignovat kvůli špatnému volebnímu výsledku na post předsedy strany.

### Od roku 2014
Po odchodu z aktivní stranické politiky působí Ondřej Liška v občanském sektoru a ve filantropii.